# 1835 w polityce
Wydarzenia polityczne w 1835 roku.
- 10 maja – meksykańskie wojska rządowe dowodzone przez gen. Antonio de Santa Anna zdobyły zbuntowane miasto Zacatecas[1].
- 2 października – początek Rewolucji Teksańskiej: Teksańczycy pokonali Meksykanów w potyczce pod Gonzales[2].
- 9 października – Teksańczycy zajęli Goliad[3].
- 3 listopada – konwencja teksańska w Washington-on-the-Brazos uchwaliła „Deklarację przyczyn” („Declaration of the Causes”) wyjaśniającą przyczyny i cele wybuchu rewolucji w Teksasie[4].
- 8 grudnia – Teksańczycy zdobyli San Antonio[5].
- 10 grudnia – meksykański gen. Cos podpisał umowę kapitulacyjną wojsk meksykańskich w Teksasie[5].

## Wydarzenia
- 30 stycznia próba zamachu na prezydenta Andrew Jacksona[6].

## Urodzili się
- 9 kwietnia Leopold II Koburg, król Belgów[7].